# Gertrudis Castanyer i Seda
Gertrudis Castanyer i Seda (Mataró, 14 d'agost de 1824 - Barcelona, 25 de maig de 1881) va ésser una laica, fundadora de la congregació de les germanes de Sant Felip Neri, després anomenades Filipenses Missioneres de l'Ensenyament, que té escoles arreu del món. Ha estat proclamada serventa de Déu per la diòcesi de Barcelona i el seu procés de beatificació és obert.

## Biografia
Era la petita de tres germans, d'una família mataronina benestant; els altres dos van seguir també la carrera religiosa, Marc com a sacerdot i Segimon com a frare caputxí. Òrfena de pare als tres anys, va ingressar el 1845, quan el seu germà Marc va tornar d'Itàlia, al convent de les carmelites de Mataró. Va haver de sortir-ne abans de professar-hi, a causa d'una malaltia. Va començar llavors a acollir a casa seva nenes pobres, ensenyant el catecisme i les primeres lletres. Li semblava que la industrialització de la ciutat podria portar a una deshumanització de la societat, i que el fet que homes i dones treballessin a les fàbriques podia fer que els seus fills no rebessin la mateixa atenció que abans.
La seva mare va morir el 1857; en aquell moment, i amb el seu germà Marc, van voler donar resposta als problemes que havien trobat i van fundar una congregació religiosa que s'havia de dedicar a la «renovació cristiana de la societat» mitjançant l'apostolat i la instrucció cristiana del jovent, particularment el més necessitat. Així naixia, el 21 de novembre de 1858, la Congregació de la Congregació de les Germanes de Sant Felip Neri –després Filipenses Missioneres de l'Ensenyament–, que es dedicarà a l'ensenyament, catecisme, escola dominical, escola nocturna, exercicis espirituals i guiatge de senyoretes i vídues. Tots dos germans es consagren al nou institut religiós. L'obra de la congregació començà a la casa pairal dels Castanyer, on reuniren fins a 300 nens i joves, fills i filles dels treballadors de les fàbriques i de les minyones que servien a la ciutat.
Arran de la Revolució de 1868, les propietats dels dos germans van ésser confiscades i van anar a refugiar-se a Barcelona, on van fundar la primera escola, al carrer del Pont de la Parra i després dues escoles més al casc antic de la ciutat i a Gràcia. En morir Marc al 1878 i haver estat retornada la casa de Mataró, Gertrudis Castanyer la ven i adquireix al barri de Sant Gervasi de Barcelona, una casa amb molt terreny, destinada a ser la casa mare de la congregació, on fundarà al 1880 l'Escola Nostra Senyora de Lurdes.
Gertrudis Castanyer morí a Barcelona el 25 de maig de 1881.